# Klosterkirche St. Luzen

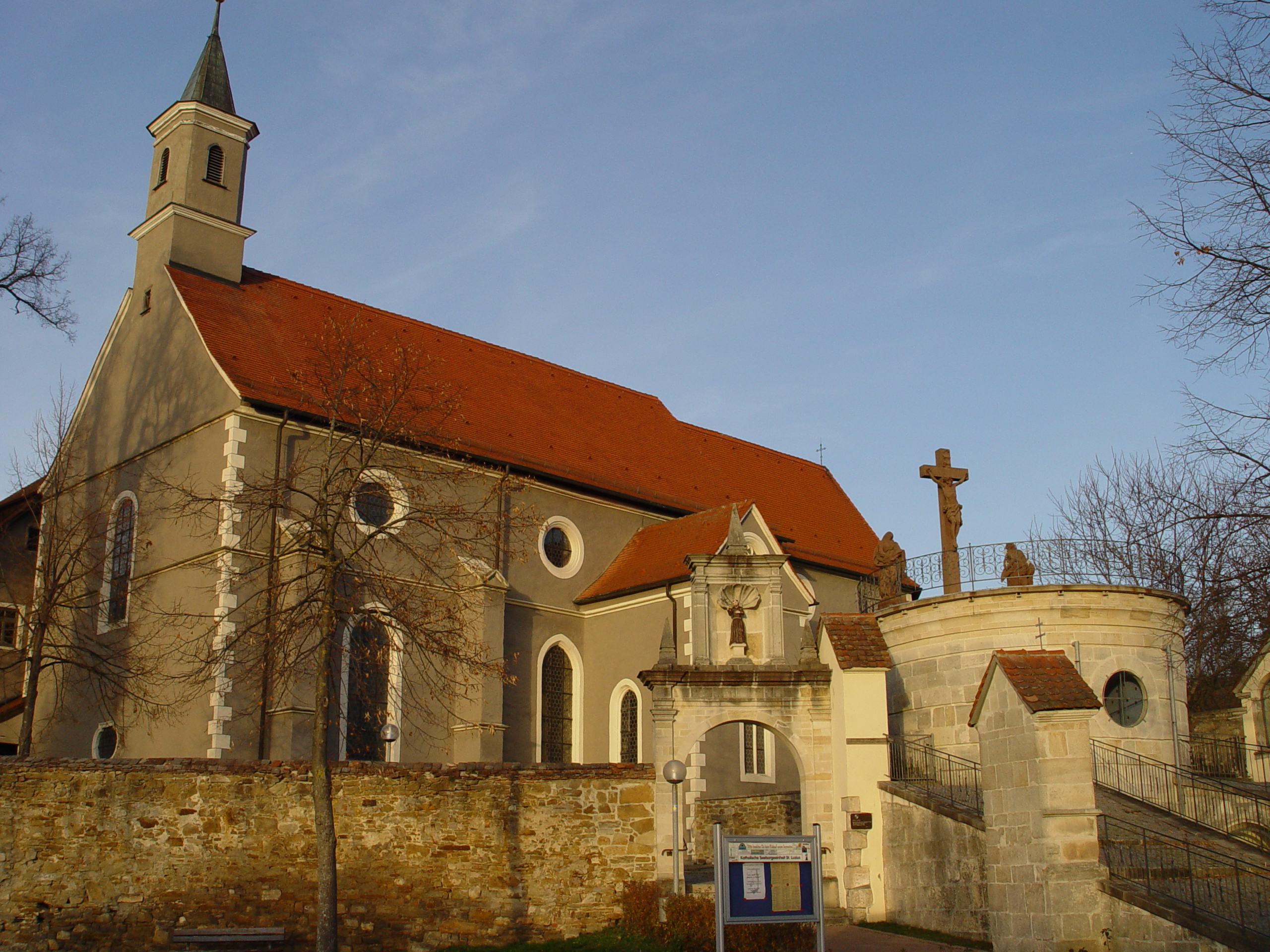
St. Luzen, davor rechts der Kalvarienberg

Die Klosterkirche St. Luzen steht in Hechingen im Zollernalbkreis (Baden-Württemberg). Sie zählt aufgrund ihrer einheitlichen Innenraumgestaltung zu den bedeutendsten baulichen Leistungen der Spätrenaissance in Süddeutschland.

## Lage

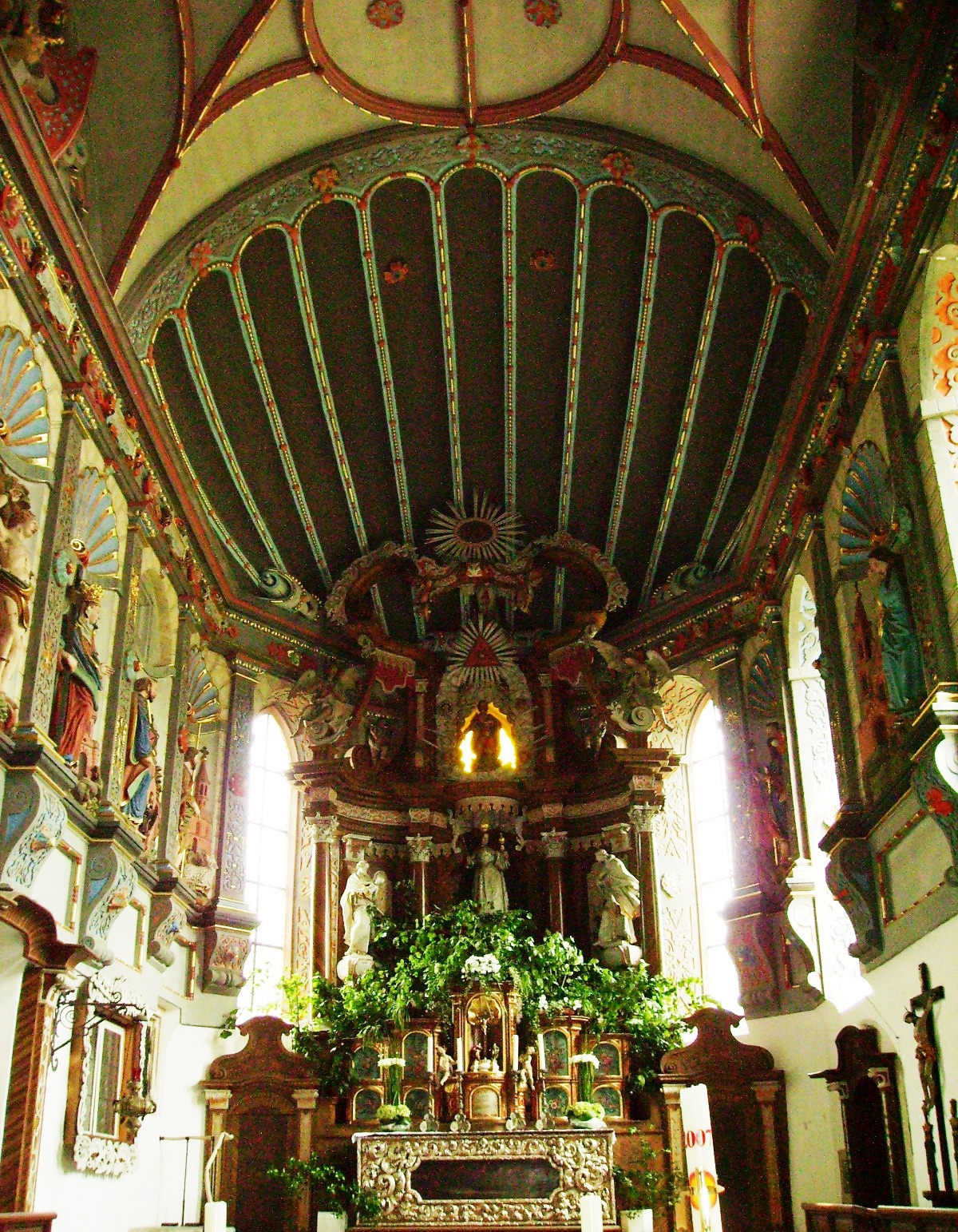
Chormuschel

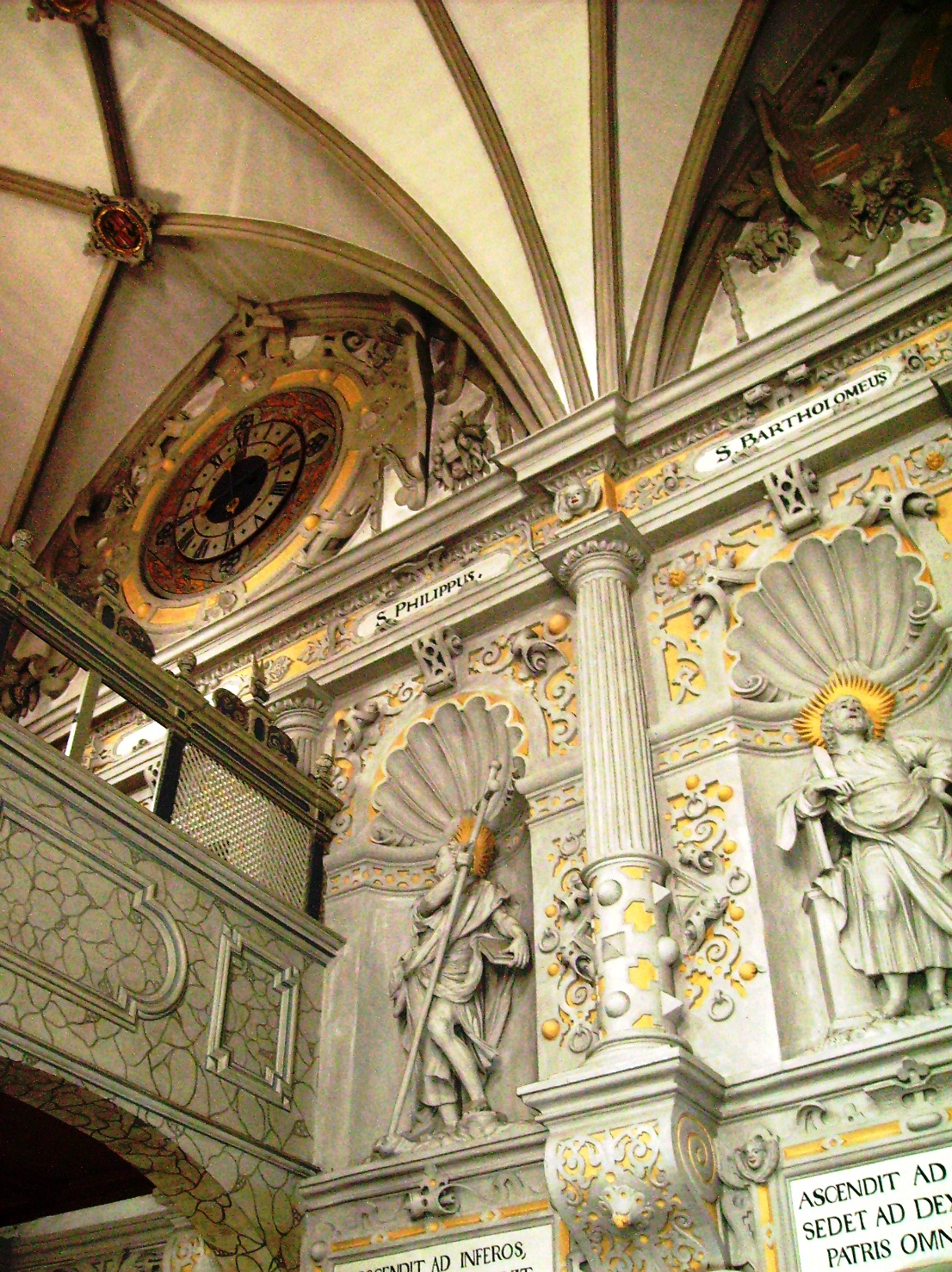
Empore und Stuck

Auf die Kirche führt eine Straße zu, die von Bäumen und Kreuzwegstationen gesäumt wird. Den Abschluss des Stationenwegs bildet der 1733 errichtete Kalvarienberg. Es handelt sich dabei um einen steinernen Rundbau, der eine Grabeskapelle umschließt. Auf ihm steht eine große Kreuzigungsgruppe, die der Bildhauer Johann Georg Weckenmann 1755 geschaffen hat. Das Eingangstor in den Klosterbezirk befindet sich direkt neben dem Kalvarienberg.

## Baugeschichte
Ein dem Hl. Luzius, dem Patron des Bistums Chur, geweihtes Gotteshaus wurde urkundlich erstmals 1318 erwähnt, eine Schwesternklause im Jahr 1370. Für 1390 ist belegt, dass die Nonnen nach der Regel des Dritten Ordens der Franziskaner lebten. Diese sogenannten Terziarinnen widmeten sich gemeinschaftlich der Armen- und Krankenpflege.
Seit (mindestens) 1328 diente die Kirche des im 15. Jahrhundert aufgelösten Frauenklosters gleichzeitig als Pfarrkirche für Hechingen, bis die Pfarrei faktisch 1488, formell 1536, an die Stiftskirche übertragen wurde. Danach wurde die Kirche jahrzehntelang vernachlässigt, bis Graf Eitel Friedrich I., der erste Regent von Hohenzollern-Hechingen, die testamentarische Verfügung seines Urgroßvaters Eitel Friedrich II. in die Tat umsetzte: 1586 gründete er ein (bis zur Säkularisation 1803 bestehendes) Franziskanerkloster, das zur Oberdeutschen (Straßburger) Ordensprovinz Argentina gehörte,  und veranlasste einen grundlegenden Umbau der Kirche St. Luzen. Das 1589 fertiggestellte heutige Bauwerk, das Grundriss und Teile der Außenmauern von der gotischen Vorgängerkirche übernahm, verkörpert im Innenraum den farbkräftigen Stil der Spätrenaissance. Um 1700 wurde die Kirche dem geänderten Zeitgeschmack entsprechend barockisiert, der Raum einheitlich weiß gestrichen und die Altäre ersetzt. Eine umfangreiche Restaurierung stellte 1971 bis 1975 die Farbfassung von 1589 wieder her.

## Gestaltung
Das Äußere wirkt mit seinen graugestrichenen Wänden und den weißen Gliederungen sehr schlicht. Die Architektur weist noch einen spätgotischen Einfluss auf. Der überreiche Renaissance-Stuck im Inneren ist in dieser Geschlossenheit und künstlerischen Reife einmalig. Wendel Neufferer leitete die Stuckarbeiten.
Über dem einschiffigen, reich dekorierten Innenraum erstreckt sich ein Stichkappengewölbe mit gotisierenden Rippen. An den Wänden befinden sich sehr kunstvolle Stuckdekorationen in Roll- und Beschlagwerk. Das Gebälk tragen Halbsäulen, dazwischen befinden sich flache Muschelnischen mit lebensgroßen Apostelfiguren.
Der Chor mit Dreiachtelschluss wird im westlichen Teil von einem Sternrippengewölbe und östlich von einer großen Muschel überdeckt. Die bunte Ausmalung schuf der in Riedlingen ansässige und vermutlich aus den Niederlanden stammende Hans de Bay.

## Ausstattung
Die Bildausstattung ist ein prominentes Beispiel der südwestdeutschen Renaissance mit einem ungewöhnlich reichen Bildprogramm.
Im Chor stehen die von Wendel Neufferer ausgeführten Titelheiligen sowie die Ansichten der sieben römischen Stationskirchen. Über dem Chorbogen wird die Stigmatisation des heiligen Franziskus dargestellt. Das mit Engelsköpfen und Laubwerk verzierte Chorgestühl wurde ab 1586 und die Kanzel 1589 vom Ulmer Bildschnitzer Hans Amann hergestellt.
In der südseits ans Langhaus angefügten Antoniuskapelle bedeckt eine bronzene Grabplatte (1609) das Herz des Grafen Eitel Friedrich IV. Sie trägt die Aufschrift: „Ubi thesaurus meus, ibi cor meum“ („Wo mein Schatz liegt, da ruht mein Herz“; vgl. Lk 12,34 ).
Das Altarbild in der Antoniuskapelle hat 1757 Johann Baptist Enderle gemalt. Hauptaltar (1743) und Seitenaltäre (1702) entstammen der Barockzeit, verwenden aber einige ältere Teile.

## Orgel

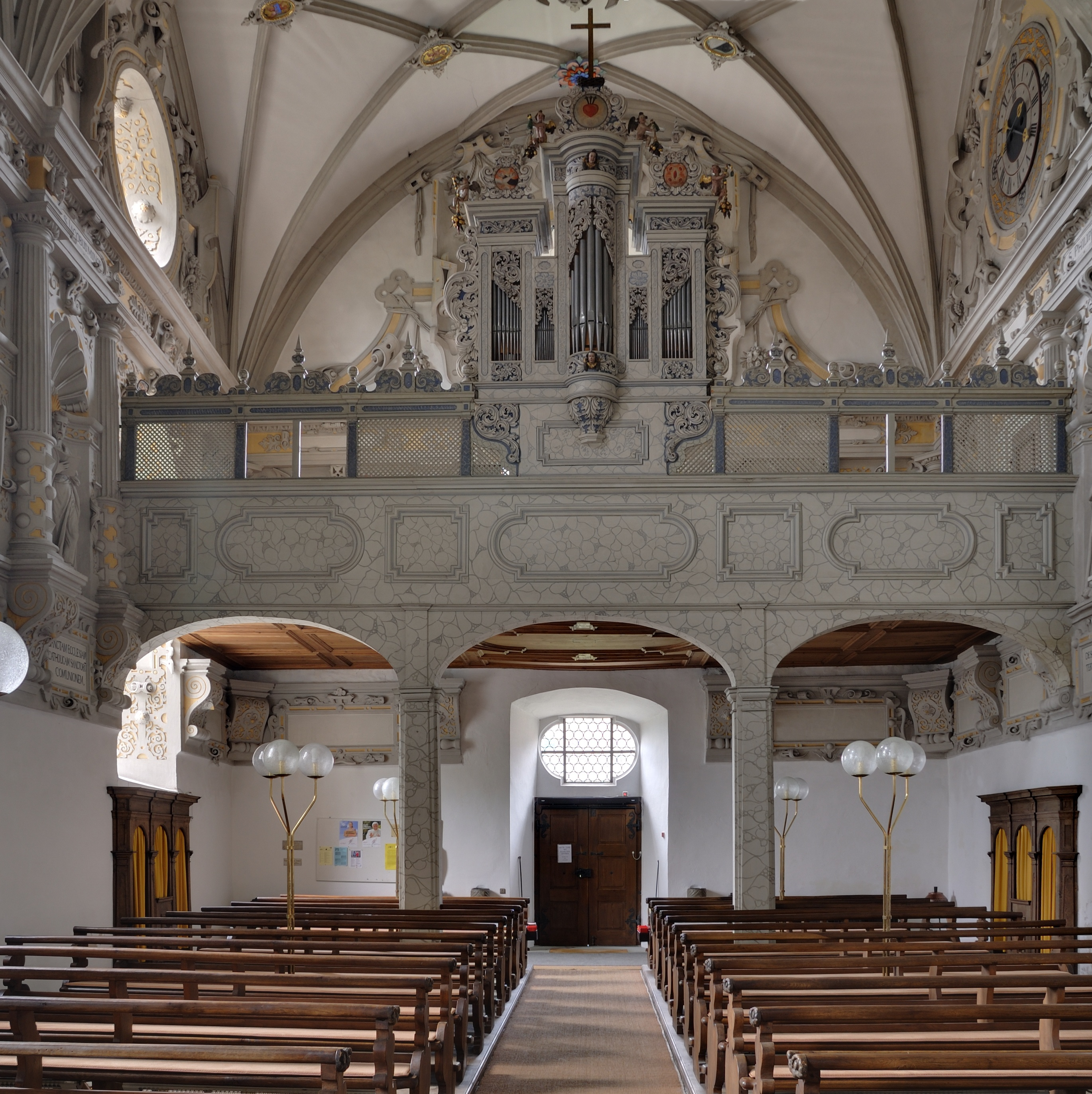
Historische Orgel

Die erste Orgel wurde 1589 von dem Orgelbauer Conrad Beckh (Erfurt) erbaut. 1713 wurde das Orgelwerk durch ein neues Werk ersetzt, das von Urban Reitter (Hayingen) erbaut wurde. Zugleich wurde das Instrument auf die neu errichtete Empore versetzt. Die Orgel wurde zuletzt 1975 restauriert. Das Schleifladen-Instrument verfügt über neun Register auf einem Manual und Pedal und ist mitteltönig gestimmt. Die Trakturen sind mechanisch.
| Manualwerk CDEFGA–c3 |                          |    |
| 1.                   | Prinzipalflöte           | 8′ |
| 2.                   | Gedeckt                  | 8′ |
| 3.                   | Prinzipal                | 4′ |
| 4.                   | Flöte                    | 4′ |
| 5.                   | Quinte                   | 3′ |
| 6.                   | Oktave                   | 2′ |
| 7.                   | Mixtur III               | 1′ |
| 8.                   | Vox humana et Quintadena | 8′ |

| Pedal CDEFGA–g0, a0 |        |     |
| 9.                  | Subbaß | 16′ |

- Koppeln: I/P

## Barockkrippe

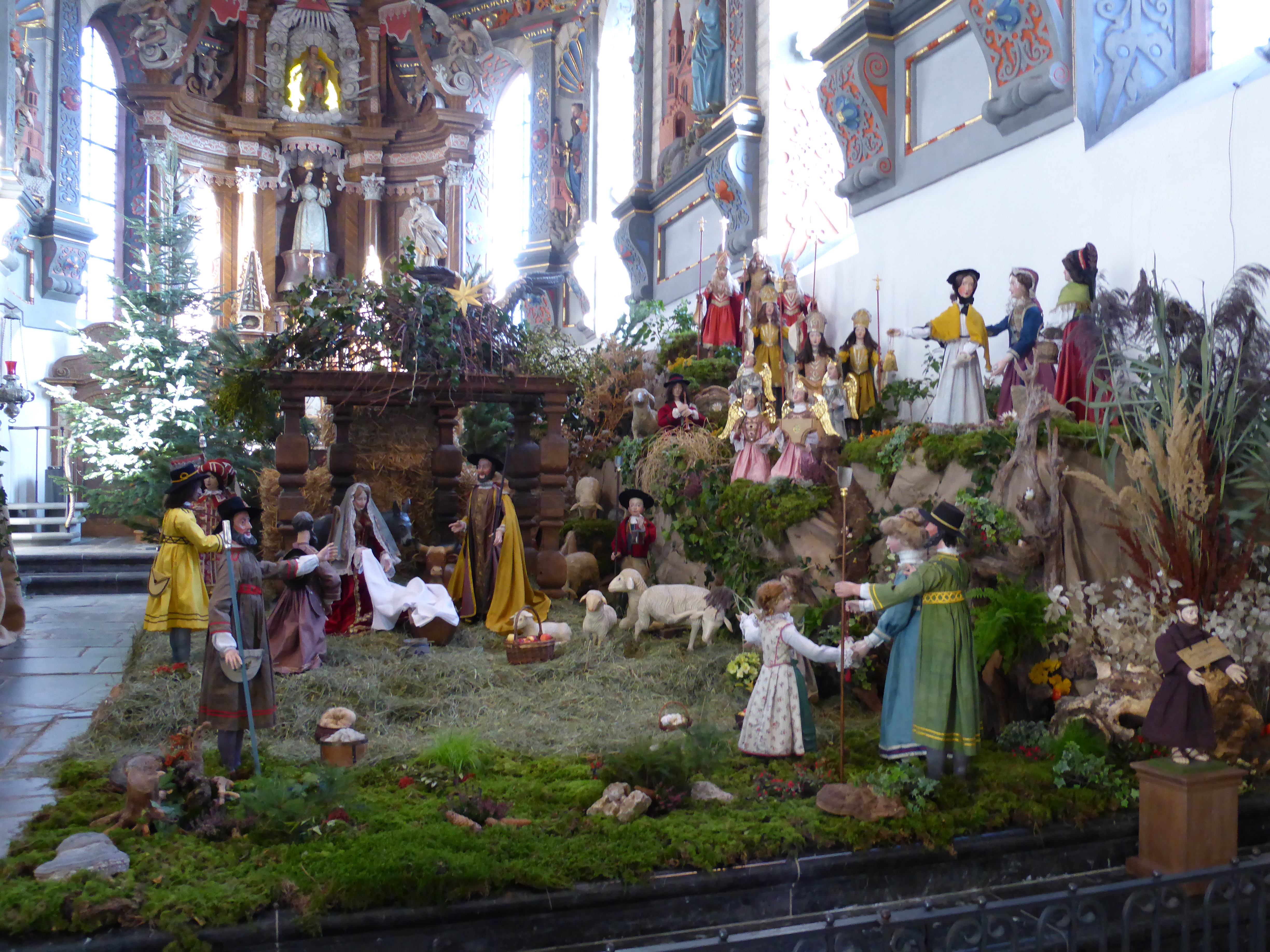
Krippe der St. Luzenkirche 2015

Von Weihnachten bis Ende Januar ist im Chorraum eine große Krippe aufgebaut. Groß ist nicht nur ihr Umfang, groß sind auch die Figuren. Die Holzgliederpuppen sind zwischen 60 cm und 94 cm hoch. Solche großfigurigen Krippen bevorzugten besonders die Jesuiten ab dem 16. Jahrhundert. Zwar gab es in Hechingen nie eine Jesuitenniederlassung, Verbindungen und Kontakte könnte es aber durchaus gegeben haben, zum Beispiel zum Jesuitenkolleg im nahen Rottenburg oder nach Mindelheim. So ähneln sich die Krippenfiguren der Mindelheimer Jesuitenkirche und die der St. Luzenkirche auffallend. Zum ersten Mal urkundlich erwähnt wird die Krippe 1819 in einem Inventarverzeichnis des Klosters.
Vor der Renovierung der Krippe 1985 wurde sie in der seitlichen Antoniuskapelle als Wechselkrippe aufgebaut. Inzwischen werden die Engel, die hl. Familie, die Hirten mit ihren Frauen, die Könige mit ihren Dienern und die Tiere gleichzeitig im Chorraum der Kirche aufgestellt.